# Scaptodrosophila ebonata
Scaptodrosophila ebonata är en tvåvingeart som först beskrevs av Parshad och Duggal 1967.  Scaptodrosophila ebonata ingår i släktet Scaptodrosophila och familjen daggflugor. Inga underarter finns listade i Catalogue of Life.